# Bridgewater (Vermont)
Bridgewater és una població dels Estats Units a l'estat de Vermont. Segons el cens del 2000 tenia 980 habitants.

## Demografia
Segons el cens del 2000, Bridgewater tenia 980 habitants, 395 habitatges, i 250 famílies. La densitat de població era de 7,6 habitants per km².
Dels 395 habitatges en un 27,8% hi vivien nens de menys de 18 anys, en un 57,5% hi vivien parelles casades, en un 4,6% dones solteres, i en un 36,5% no eren unitats familiars. En el 27,6% dels habitatges hi vivien persones soles el 10,9% de les quals corresponia a persones de 65 anys o més que vivien soles. El nombre mitjà de persones vivint en cada habitatge era de 2,48 i el nombre mitjà de persones que vivien en cada família era de 3,08.
Per edats la població es repartia de la següent manera: un 23,1% tenia menys de 18 anys, un 5,6% entre 18 i 24, un 29,4% entre 25 i 44, un 28,7% de 45 a 60 i un 13,3% 65 anys o més.
L'edat mediana era de 41 anys. Per cada 100 dones de 18 o més anys hi havia 102,7 homes.
La renda mediana per habitatge era de 39.107 $ i la renda mediana per família de 47.500 $. Els homes tenien una renda mediana de 27.727 $ mentre que les dones 22.857 $. La renda per capita de la població era de 19.811 $. Entorn del 4,9% de les famílies i el 7,9% de la població estaven per davall del llindar de pobresa.